# Хаим Аврам Еструмса
Хаим Аврам Еструмса (фамилията се среща в многообразие от форми като Иструса, Иструмица и други, на ладино: Ḥayyim Abraham Estrumsa) е еврейски духовник (равин) и талмудист от Османската империя от XVIII - XIX век.

## Биография
Хаим Еструмса е роден в XVIII век в Струмица, тогава в Османската империя. Става главен равин на Сяр. Автор е на отговорите „Йерек Аврам“ (Yerek Abraham), издадена в Солун в 1820 година и на казуистичния трактат „Бен ле-Аврам“ (Ben le-Abraham), отпечатана също в Солун в 1826 година.
Еструмса умира около 1824 година.